# Danya Tavela
Danya Verónica Tavela (Junín, Provincia de Buenos Aires, 8 de febrero de 1977) es una contadora pública nacional, magíster en finanzas públicas y privadas, docente y política argentina que actualmente se desempeña como diputada nacional en representación de la Provincia de Buenos Aires.

## Biografía
Danya Tavela nació en Junín en febrero de 1977, está casada y tiene un solo vástago.
Estudió la carrera de contaduría en la Universidad Nacional de La Plata allí inició su militancia política en la Franja Morada
Entre febrero de 2006 y agosto de 2007 fue Prosecretaria de Administración y Finanzas en su propia casa de estudios, la UNLP. Posteriormente en agosto de 2007 asume como vicerrectora de la UNNOBA (Universidad Nacional del Noroeste de la Provincia de Buenos Aires) en su Junín natal y ejerce dicho cargo hasta su pedido de licencia en diciembre de 2015.
En el año 2015 se presentó como candidata a diputada nacional en quinto término dentro de la boleta de Margarita Stolbizer como presidente y Omar Duclós, exintendente del Partido de Azul, como cabeza de lista. En esa ocasión el frente obtuvo 317.448 que significaron un 3,53 % de los votos y no obtuvieron ni un solo escaño legislativo.
Tavela de todas maneras al ser parte de la Unión Cívica Radical fue convocada por el gobierno de Mauricio Macri para integrar los equipos educativos, en un comienzo Danya se desempeñó como Subsecretaria de gestión y coordinación de políticas educativas en el ministerio de educación dirigido por Esteban Bullrich.
En julio de 2017 Tavela asume como Secretaria de políticas universitarias, ascendiendo así en la estructura del gobierno de Cambiemos tras la renuncia de Albor Cantard para ser candidato a diputado nacional (posteriormente electo) por la Provincia de Santa Fe.
Durante su paso por la Secretaria de Políticas Universitarias de la Nación  tuvo lugar un paro en las 57 universidades públicas nacionales debido a los reclamos salariales planteados por los gremios, que resolvieron realizar una huelga y suspender el dictado de clases en las 57 universidades nacionales, abarcando 190 000 docentes y 1 600 000 alumnos. El 30 de agosto de 2018 una multitud de más de 300.000 personas se movilizaron desde el Congreso a la Casa Rosada para protestar contra las políticas de vaciamiento educativo y el recorte presupuestario, la marcha se sumó a un abrazo de 30 mil personas a la Universidad de Córdoba y otros de miles a la Universidad Nacional de La Plata y la de Quilmes; a la marcha de Rosario y a las tomas de la Universidad Nacional de Cuyo, de Comahue, de Córdoba y de La Pampa, entre otras.
En noviembre de 2018 y luego de una tensa relación con el ministro Alejandro Finnocchiaro y tras acordar las paritarias Tavela renunció a su cargo como secretaria siendo reemplazada por otro hombre de la UCR cercano a Emiliano Yacobitti.
Tras su paso por la función pública Tavela volvió a fungir como vicerrectora de la UNNOBA, cargo en el que estaba licenciada desde 2015.
En el año 2019 fue la decimoctava candidata a diputada nacional por PBA en la lista encabezada por Cristian Ritondo y María Luján Rey. Los resultados obtenidos no fueron suficientes para obtener tantos escaños (obtuvieron 14 bancas) por lo tanto Tavela no resultó electa en dicha ocasión.
Con el desembarco en política del neurólogo Facundo Manes en 2021, Danya firmó como la segunda precandidata a diputada nacional en la lista "Dar el paso" de Manes. En dichas elecciones la lista encabezada por Manes y Tavela obtuvo 1.293.917 votos pero no fueron suficientes para vencer a la lista encabezada por Diego Santilli. Tras mixturar las listas, Danya finalmente quedó oficializada como candidata a diputada nacional en sexto término y tras salir primeros en las elecciones legislativas de ese año asumió como diputada el 10 de diciembre de 2021.
En su labor como diputada es vicepresidente de la comisión de Ciencia, Tecnología e Innovación Productiva e integra Obras Públicas; Mujeres y Diversidad; Educación y Presupuesto y Hacienda. Entre sus proyectos presentados se puede encontrar el que busca eliminar las desigualdades de género como consecuencia de la gestión menstrual estableciendo un régimen de reintegro del IVA y el proyecto de prevención y detección temprana de trastorno del espectro autista - TEA -Ley 27043- Incorporación del artículo 1 bis sobre detección temprana.
En las elecciones del 2023 Tavela se presentó como precandidata a parlamentaria del Mercosur en representación de la Provincia de Buenos Aires en la lista "El Cambio de Nuestras Vidas" que encabezada Horacio Rodríguez Larreta y Gerardo Morales. Los resultados en las PASO 2023 no fueron los esperados para el larretismo y Danya perdió la interna contra el candidato de Patricia Bullrich, Héctor Gay.
El 19 de septiembre de 2023 fue una de las integrantes del interbloque Juntos por el Cambio junto a Emiliano Yacobitti, Marcela Antola y Gabriela Brouwer de Koning que le dio quorum a la sesión que entre otros temas buscaba modificar el piso del impuesto a la ganancia impulsado por el ministro de economía y candidato a presidente Sergio Massa en una afrenta a la conducción del bloque por parte del cordobés Rodrigo de Loredo y a la candidata a presidente del frente, Patricia Bullrich. Producto de esta decisión el expresidente Macri opinó sobre el tema que "el populismo es muy contagioso" en referencia a la decisión de los integrantes de uno de los bloques radicales.